# Patinatge de velocitat als Jocs Olímpics d'hivern de 2014
Als Jocs Olímpics d'Hivern de 2014, que se celebraren a la ciutat de Sotxi (Rússia), es disputaren dotze proves de patinatge de velocitat sobre gel, quatre en categoria masculina i quatre més en categoria femenina.
La competició tingué lloc entre els dies 8 i 22 de febrer de 2014 a les instal·lacions esportives de l'Adler Arena.

## Calendari
Els temps són UTC+04:00.
| Data         | Hora  | Prova                                      |
| ------------ | ----- | ------------------------------------------ |
| 8 de febrer  | 15:30 | 5.000 m. (homes)                           |
| 9 de febrer  | 15:30 | 3.000 m. (dones)                           |
| 10 de febrer | 17:00 | 500 m. (homes)                             |
| 11 de febrer | 16:45 | 500 m. (dones)                             |
| 12 de febrer | 18:00 | 1.000 m. (homes)                           |
| 13 de febrer | 18:00 | 1.000 m. (dones)                           |
| 15 de febrer | 17:30 | 1.500 m. (homes)                           |
| 16 de febrer | 18:00 | 1.500 m. (dones)                           |
| 18 de febrer | 17:00 | 10.000 m. (homes)                          |
| 19 February  | 17:30 | 5.000 m. (dones)                           |
| 21 de febrer | 17:30 | Qualificació persecució per equips (homes) |
| 21 de febrer | 17:30 | Qualificació persecució per equips (dones) |
| 22 de febrer | 17:30 | Persecució per equips (homes)              |
| 22 de febrer | 17:30 | Persecució per equips (dones)              |

## Participants
Hi participaren un total de 179 patinadores de 23 Comitès Nacionals diferents:
| - Alemanya (14) - Austràlia (1) - Àustria (2) - Bèlgica (2) - Canadà (17) - Corea del Sud (18) - Estats Units (17) - Finlàndia (3) | - França (3) - Hongria (1) - Itàlia (6) - Japó (17) - Kazakhstan (6) - Letònia (1) - Nova Zelanda (1) - Noruega (9) | - Països Baixos (20) - Polònia (10) - Txèquia (2) - Rússia (19) - Suècia (1) - R.P. de la Xina (10) - Xina Taipei (1) |

## Resum de medalles

### Categoria masculina
| Prova                         | Or                                                        | Argent                                                      | Bronze                                                       |
| 500 m. Detalls                | Michel Mulder                                             | Jan Smeekens                                                | Ronald Mulder                                                |
| 1.000 m. Detalls              | Stefan Groothuis                                          | Denny Morrison                                              | Michel Mulder                                                |
| 1.500 m. Detalls              | Zbigniew Bródka                                           | Koen Verweij                                                | Denny Morrison                                               |
| 5.000 m. Detalls              | Sven Kramer                                               | Jan Blokhuijsen                                             | Jorrit Bergsma                                               |
| 10.000 m. Detalls             | Jorrit Bergsma                                            | Sven Kramer                                                 | Bob de Jong                                                  |
| Persecució per equips Detalls | Països BaixosJan Blokhuijsen · Sven Kramer · Koen Verweij | Corea del SudJoo Hyong-jun · Kim Cheol-min · Lee Seung-hoon | PolòniaZbigniew Bródka · Konrad Niedźwiedzki · Jan Szymański |

### Categoria femenina
| Prova                         | Or                                                                           | Argent                                                                                     | Bronze                                                                        |
| 500 m. Detalls                | Lee Sang-hwa                                                                 | Olga Fatkulina                                                                             | Margot Boer                                                                   |
| 1.000 m. Detalls              | Zhang Hong                                                                   | Ireen Wüst                                                                                 | Margot Boer                                                                   |
| 1.500 m. Detalls              | Jorien ter Mors                                                              | Ireen Wüst                                                                                 | Lotte van Beek                                                                |
| 3.000 m. Detalls              | Ireen Wüst                                                                   | Martina Sáblíková                                                                          | Olga Graf                                                                     |
| 5.000 m. Detalls              | Martina Sáblíková                                                            | Ireen Wüst                                                                                 | Carien Kleibeuker                                                             |
| Persecució per equips Detalls | Països BaixosJorien ter Mors · Marrit Leenstra · Lotte van Beek · Ireen Wüst | PolòniaKatarzyna Bachleda-Curuś · Natalia Czerwonka · Luiza Złotkowska · Katarzyna Woźniak | RússiaOlga Graf · Yekaterina Lobysheva · Yekaterina Shikhova · Yuliya Skokova |

## Medaller
| Pos. | País            | Or | Plata | Bronze | Total |
| 1    | Països Baixos   | 8  | 7     | 8      | 23    |
| 2    | Polònia         | 1  | 1     | 1      | 3     |
| 3    | Corea del Sud   | 1  | 1     | 0      | 2     |
| 3    | Txèquia         | 1  | 1     | 0      | 2     |
| 5    | R.P. de la Xina | 1  | 0     | 0      | 1     |
| 6    | Rússia          | 0  | 1     | 2      | 3     |
| 7    | Canadà          | 0  | 1     | 1      | 2     |
|      | Total           | 12 | 12    | 12     | 36    |